# Bäck, Hedesunda
Bäck är en äldre by i Hedesunda socken, Gävle kommun. Skriftliga belägg finns från år 1401. Byn ingår i tätorten Berg.

## Historia
Byn omnämns då i det så kallade Svarta papperet. Johan i Bäck var då en faste vid tinget i socknen. År 1541 fanns två skattehemman i Bäck.
År 1789 hade man ett skattelagt sågverk om två tolfter samma sort brädor tillsammans med byn Berg.
Vid Statistiska centralbyråns folkräkning den 1 november 1960 utgjorde Bäck en "viss ort, som i fråga om bebyggelse uppfyller betingelserna för att räknas som tätort men där invånarantalet befunnits uppgå till 150 men understiga 200" och hade 186 invånare. Orten tillhörde i Hedesunda landskommun.